# Areszt Śledczy w Radomiu
Areszt Śledczy w Radomiu – placówka penitencjarna, która od 7 września 1998 r. znajduje się przy ul. Wolanowskiej 120 w Radomiu (wcześniej przy ul. Malczewskiego 1), z oddziałem zewnętrznym przy ul. Witosa 62 (dla skazanych odbywających karę po raz pierwszy w zakładzie karnym typu półotwartego).
Na jego terenie znajdują się budynki administracji, służby zdrowia, kuchni, pralni, magazynów, warsztatów, sala gimnastyczna, 3 boiska, 15 kompleksów świetlicowych, 15 punktów bibliotecznych, biblioteka centralna, 2 kaplice oraz 2 pawilony dla:
- tymczasowo aresztowanych, drugi;
- skazanych odbywających karę po raz pierwszy i młodocianych (typu zamkniętego).

W placówce działa także „oddział dla osadzonych zakwalifikowanych jako wymagających osadzenia w wyznaczonym oddziale lub celi aresztu śledczego lub zakładu karnego typu zamkniętego w warunkach zapewniających wzmożoną ochronę społeczeństwa i bezpieczeństwo aresztu lub zakładu karnego” (od 2002 r.). Jest tu także największy w Polsce oddział terapeutyczny dla osób uzależnionych od alkoholu (dla recydywistów penitencjarnych oraz osadzonych po raz pierwszy).
Wyrok w radomskim więzieniu może odsiadywać
- 1063 osadzonych (ul. Wolanowska 120)
- 65 osadzonych (ul. Witosa 62)

W 1998 r. była to jedna z najnowocześniejszych i największych jednostek penitencjarnych w Polsce.

## Osadzeni
Więźniami zakładu byli m.in.:
- Henryk Niewiadomski, ps. „Dziad”[8]
- Mariusz Kamiński, polityk, były szef CBA[9]